# Castillo del Moral
El castillo del Moral, también denominado como el castillo de Lucena, es una fortaleza militar ubicada en el municipio de Lucena (Córdoba, España). Desde diciembre de 2001 alberga en su interior el Museo Arqueológico y Etnológico de Lucena. Se encuentra ubicado en el casco histórico, cerca de la iglesia de San Mateo, la plaza de España o el mercado municipal.

## Historia
Aunque no se descarta la presencia de restos íberos y romanos en el subsuelo de la fortaleza, el castillo fue construido tras la llegada del Imperio almohade a las villas en 1148. Su edificación estratégicamente situada al frente del ya iniciado avance de los reinos cristianos en la península ibérica permitía la salvaguarda de la cora de Cabra, posiblemente muy inestable y regida mediante el control de caravanas comerciales norte-sur. Aunque, finalmente, Fernando III de Castilla conquistó su castillo y las villas en el 1240, utilizado desde entonces como fortaleza fronteriza, por lo que tomó gran relevancia. Para este cometido, es donado al Cabildo de Córdoba y más tarde a la Orden de Santiago. A cambio de unos terrenos, fue adquirido en 1342 por la amante del rey Alfonso XI, Leonor de Guzmán, que también había adquirido el castillo de Cabra, precisamente en este último lugar nació su hijo ilegítimo con el monarca, el que sería el futuro Enrique II. Leonor mantuvo la propiedad del castillo hasta su fallecimiento en 1351, cuando regresó a la Corona. En 1371 el rey Enrique II lo donó a Juan Martínez de Argote y este, cuatro años más tarde, a su hija María Alfonso de Argote, que había contraído matrimonio con Martín Fernández de Córdoba, alcaide de los Donceles, quedando ya unido a este linaje familiar.
La familia Fernández de Córdoba, en su rama como alcaides de los Donceles, participaron activamente en las guerras contra el Reino nazarí de Granada. Precisamente Lucena jugó un papel fundamental en estas guerras, ya que en la Batalla de Lucena de 1483 se capturó al emir Boabdil y fue encarcelado en este castillo. Tras la conquista por los Reyes Católicos en 1492, el castillo perdió su función defensiva y pasó a ser residencia de los marqueses de Comares y alcaide de los Donceles hasta que regresó a manos de la monarquía en 1767 junto con su señorío. Durante el siglo XVII se construyó un jardín y caballerizas anejas, ambos destruidos en 1970 para construir el edificio de Correos y Telégrafos.

### Recuperación
El Ayuntamiento de Lucena adquirió el castillo en 1926 a los duques de Híjar por casi 40.000 pesetas, pasando a ser protegido como Bien de Interés Cultural 4 de junio de 1931. En 1946 se aprobó un proyecto para eliminar las partes que se habían construido en el siglo XVII por Luis Ramón Folch de Aragón y que habían hecho perder el carácter defensivo de la fortaleza. En 1984 comenzaron una serie de actuaciones para la recuperación del edificio como la cubrición de algunas zonas para su conexión a través del patio de armas, la utilización del patio de armas como espacio para espectáculos públicos (1986), la consolidación de la torre del Moral (1989) o la iluminación mural del castillo (1997).

#### Museo Arqueológico y Etnológico de Lucena
Una vez se concluyeron estas necesarias fases de restauraciones, el castillo se adaptó para su conversión a Museo Arqueológico y Etnológico de Lucena. El 6 de diciembre de 2001 se inauguró con la apertura al público de dos salas, a finales de 2002 el museo ya se componía de seis salas, el 28 de febrero de 2003 se inauguraron las salas de la Evolución del Hombre y las Tres Culturas, mientras que el 9 de mayo de ese año, Día Internacional de los Museos, se abrieron las últimas dos salas, haciendo un total de diez salas en la actualidad. Entre las piezas destacan las procedentes de la cueva del Ángel, y también hay un espacio en el vestíbulo para la oficina de turismo.
Las últimas restauraciones han ido enfocadas a diversas impermeabilizaciones, nueva iluminación y la eliminación del cableado aéreo.

## Estructura
Rodeado completamente por una muralla defensiva, el elemento que más destaca es la torre del Moral, donde estuvo encarcelado Boabdil. Su estructura es de planta octogonal y tenía una cubierta plana almenada, sustituida en el siglo XVIII por una bóveda de ladrillo ochavada. Además, todavía se mantienen las torre del Homenaje, de las Damas y del Coso, de planta cuadrada y conectadas por un segundo recinto amurallado con paso de ronda superior. En el centro se despliega un amplio Patio de Armas.